# 王寨街道
王寨街道，是中华人民共和国湖北省襄阳市樊城区下辖的一个乡镇级行政单位。

## 行政区划
王寨街道下辖以下地区：
施营社区、乔营社区、七桥社区、前贾洼社区、衡庄社区、王家寨社区、后贾洼社区和军工社区。